# 自由民主
自由民主（じゆうみんしゅ）は、日本の政党の自由民主党が発行する、日本語の週刊機関紙である。

## 概要
「これを読めば自民党が分かる」をモットーに総裁、党役員、閣僚などのメッセージやインタビュー、党本部や都道府県連合会で行われている話題や発言などを掲載している。発行元は党広報本部。
日本共産党のしんぶん赤旗や公明党の公明新聞と異なり、時事問題を記事にすることは少ない。
紙版、インターネット版を揃え、インターネット版ではバックナンバーも閲覧できる。紙版は毎週火曜日、インターネット版は毎週水曜日、点字版は隔月（奇数月中旬）に発行される。
同名の月刊版や点字版もあったが、月刊版はもう一つの機関誌『りぶる』と統合され、2010年3月15日発売の4月号をもって廃刊。点字版も翌2011年の6月号限りで廃刊となった。ちなみに、『りぶる』は元々日本共産党の女性向け機関誌『女性のひろば』に対抗して創刊されたもので、月刊版を統合した時に読者の性別を問わない編集方針に変更された。両誌の発行元として千代田永田書房の屋号が使われていた。

## 沿革
- 1955年11月 - 自民党結党と同時に「自由民主」の紙名で創刊。同時に月刊誌「政策月報」も創刊[1]。
- 1967年10月 - 「自由新報」に改題。
- 1974年 - 「政策月報」を『月刊自由民主』に改題。
- 1999年1月 - 週刊版も再び『自由民主』に改題。
- 2010年3月15日 - 『月刊自由民主』が『りぶる』に統合され廃刊（最終号は4月号）。

## 主な出来事
- 第9回東京都議会議員選挙投票前日の1973年（昭和48年）7月7日、題字や体裁がそっくりの偽物の「自由新報」の号外が印刷され、新宿区を中心に約10万枚が出回った。内容は自民党系新聞を装いながら、巧みに自民党系候補を中傷する内容となっており、後に作成に関与した選挙ブローカーが逮捕された。対立候補が選挙ブローカーに依頼したものと目された[2]。